# 平頭鮰
平頭鮰為輻鰭魚綱鯰形目北美鯰科的其中一種，分布於北美洲美國維吉尼亞州Roanoke河流域至喬治亞州Altamaha河流域，體長可達29公分，棲息在沙泥底質或岩石底質的湖泊、池塘、溪流，屬肉食性，以水生昆蟲、小魚、蝸牛等為食。